# Alpina alpinata
Alpina alpinata is een vlinder uit de familie van de spanners (Geometridae). De wetenschappelijke naam van de soort is voor het eerst geldig gepubliceerd in 1768 door Scopoli.